# Machecoul-Saint-Même
Machecoul-Saint-Même is een gemeente in het Franse departement Loire-Atlantique (regio Pays de la Loire). De plaats maakt deel uit van het arrondissement Nantes. Machecoul-Saint-Même is op 1 januari 2016 ontstaan door de fusie van de gemeenten Machecoul en Saint-Même-le-Tenu. De gemeente telde 7.665 inwoners op 1 januari 2022.

## Geografie
De oppervlakte van Machecoul-Saint-Même bedroeg op 1 januari 2022 84,89 vierkante kilometer; de bevolkingsdichtheid was toen 90,3 inwoners per km².

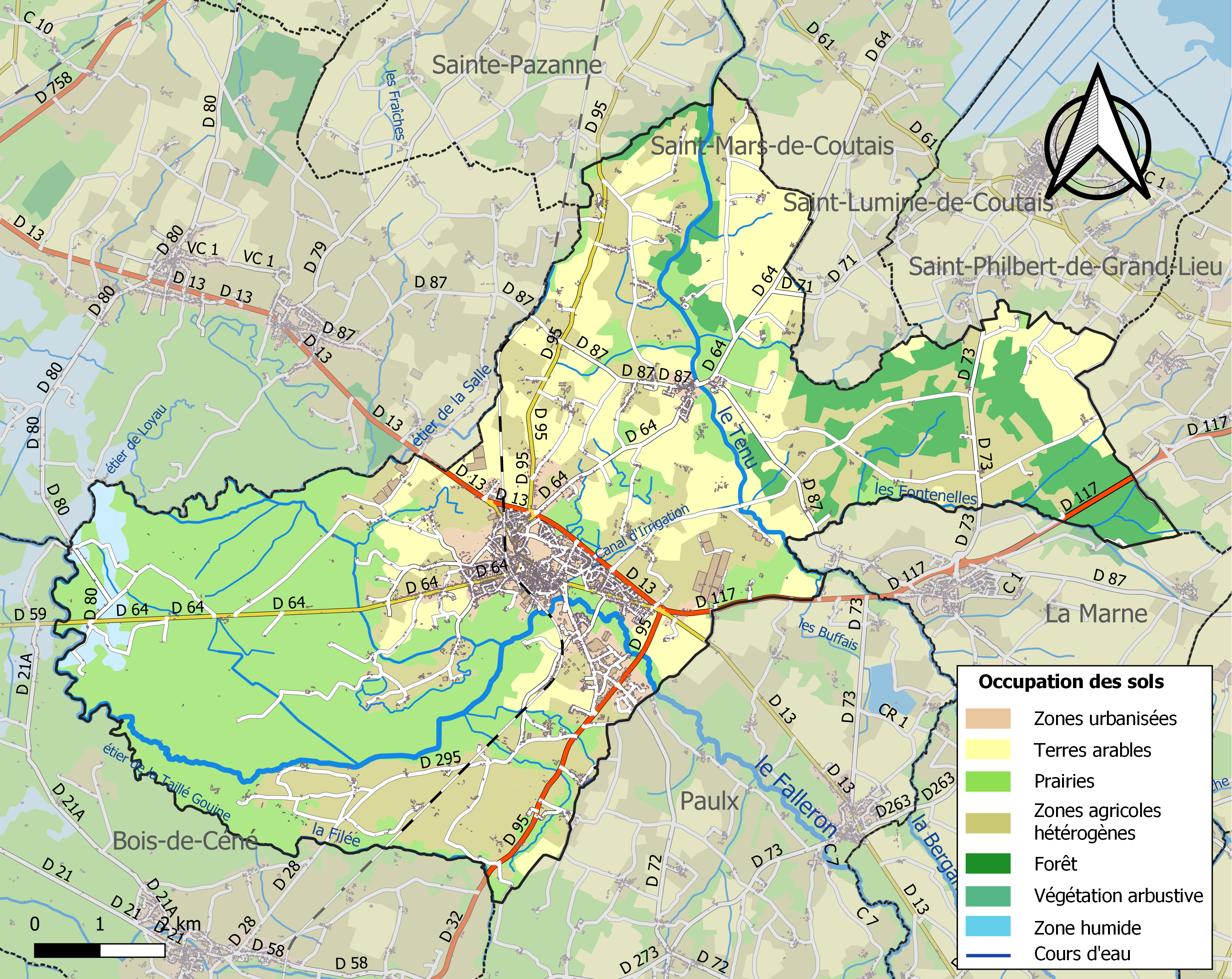
Kaart van de gemeente met de belangrijkste infrastructuur, bodemgebruik en omliggende gemeenten